# Rosbif
Pour les articles homonymes, voir Rosbif (homonymie).
Le rosbif ou rosbeef (de l'anglais « roast beef », de son vrai nom rôti ou rôti de bœuf, en français) est un morceau de viande de bœuf, plat national traditionnel emblématique de la cuisine britannique, destiné à être rôti à la cocotte ou au four, cuit à point autour, saignant (ou rosé selon le goût) au centre, puis découpé en tranches fines pour être servi avec des légumes, pommes de terre et sauce au jus de viande.

## Description
Le rosbif peut provenir de divers morceaux du bœuf tendres, tels que le filet de bœuf ou le contre-filet, éventuellement préparé en bœuf à la ficelle (bardé de gras ou de lard, et ficelé en forme de cylindre avant cuisson). 

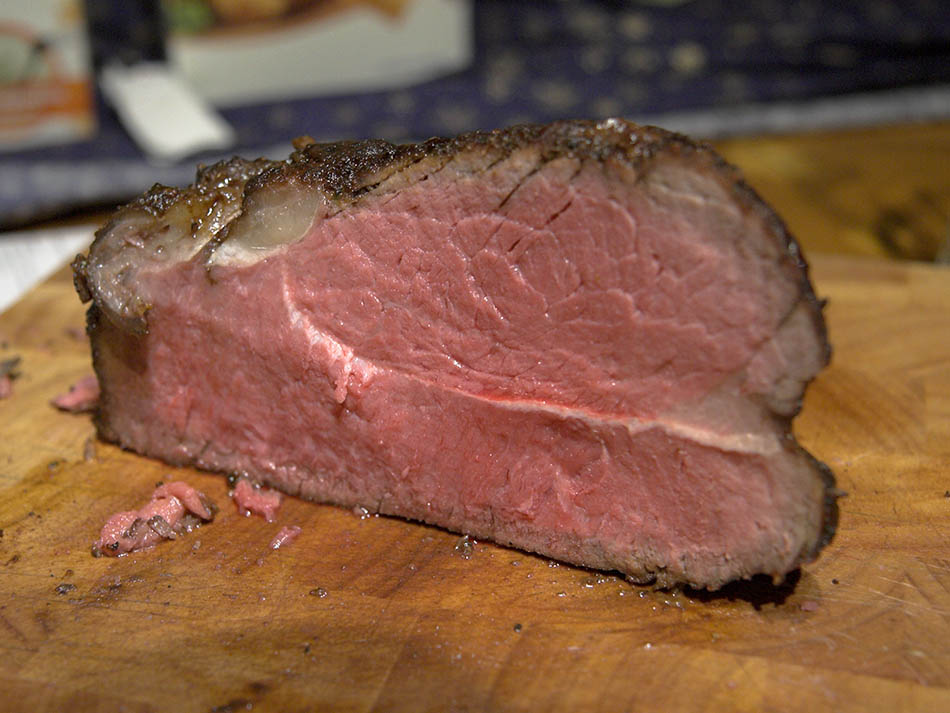
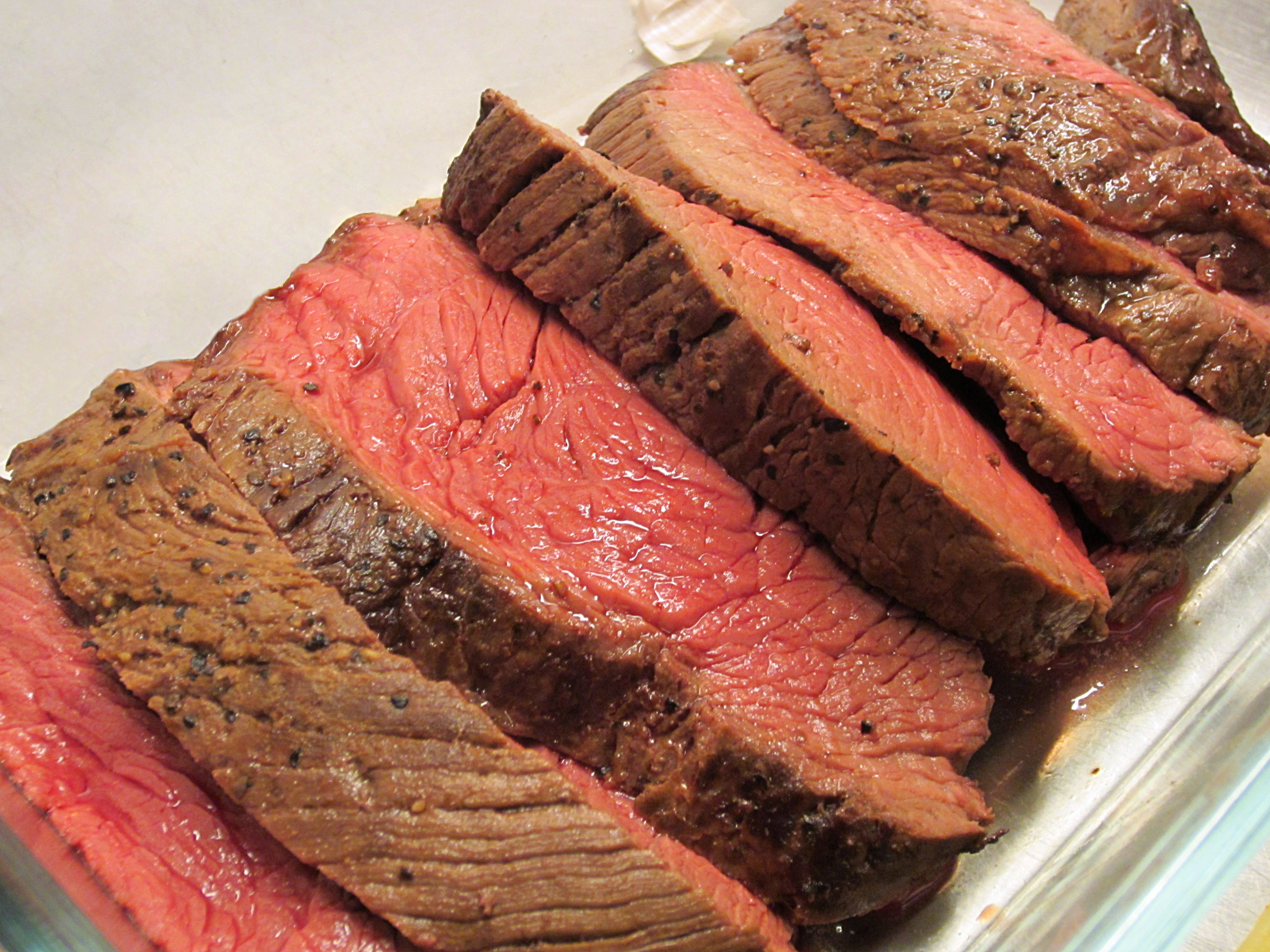
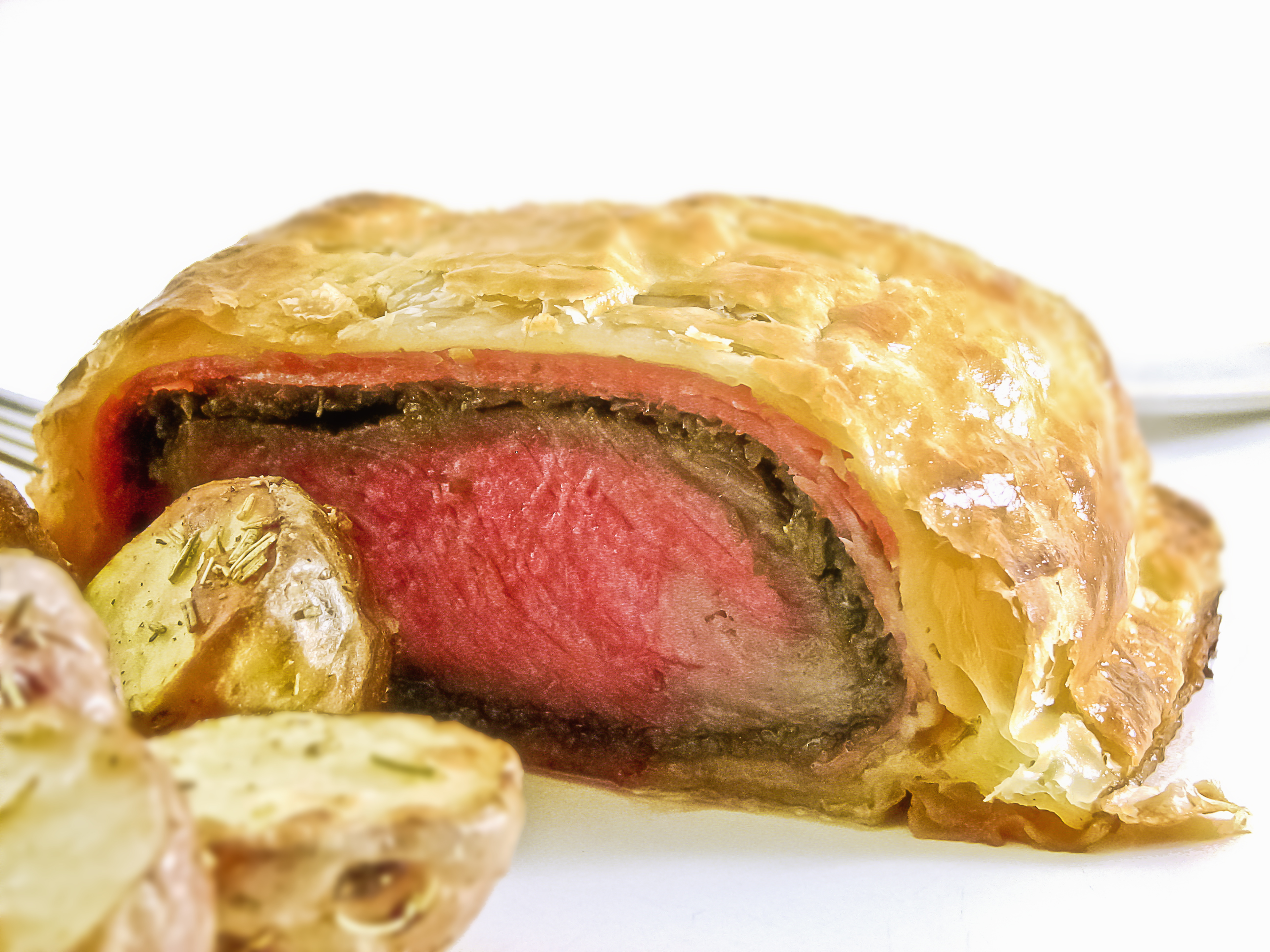
Bœuf Wellington (variante)

En Angleterre et dans les pays anglo-saxon,, ce plat national emblématique, issu de l'élevage bovin au Royaume-Uni, est traditionnellement servi dans les restaurants et pubs britanniques, et le dimanche depuis le XVIIIe siècle comme « rôti du dimanche » (Sunday roast) ou Sunday lunch ou Sunday dinner, ou simplement roast, généralement accompagné de son jus, de Yorkshire pudding et de légumes. Les restes de rosbif sont également souvent consommés froids les lendemains en hachis, salade composée ou sandwich.

## Recette

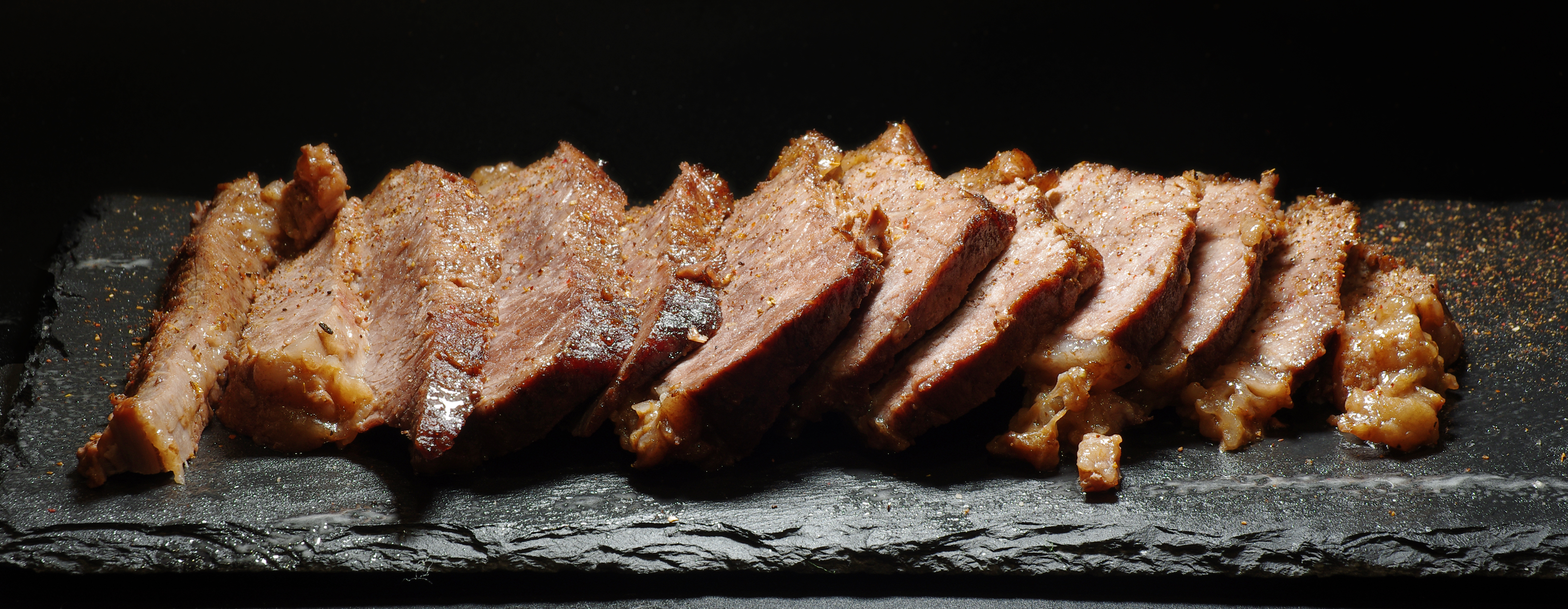
Tritipbeaf en 2022

Huiler la pièce de bœuf. Insérer des morceaux d'ail, saler poivrer. Faire cuire au four environ 30 min à 210 °C. Servir avec son jus,,.

## Humour

### Rosbif anglais
Les Anglais (dont l'équipe d'Angleterre de rugby à XV) sont historiquement surnommés les Rosbifs par des Français depuis le XVIIIe siècle, en rapport humoristique caricatural à cette tradition alimentaire, et en contradiction avec les traditionnels pot-au-feu ou bœuf bourguignon historiques de la cuisine française, à base de bœuf bouilli. Les Français sont surnommés pour leur part les Frogs ou Froggies (les grenouilles, rapport aux cuisses de grenouille de la cuisine française) par des Anglais.

### Rosbif alsacien
En Alsace, le rosbif de cheval est désigné sous le nom de « rossbif ». Il s'agit d'un jeu de mots, du fait que Ross veut dire cheval en alsacien (repris en français pour désigner un cheval sans force : la rosse).